# فیلیچ
فیلیچ (به صربی: Filić) یک منطقهٔ مسکونی در صربستان است که در Novi Kneževac Municipality واقع شده‌است. فیلیچ ۱۶۱ نفر جمعیت دارد.